# Piscine municipale de Casablanca
La piscine municipale de Casablanca (en arabe : مسبح الدار البيضاء البلدي), également appelée Centre Balnéaire Georges Orthlieb, est une piscine d'eau de mer construite dans les rochers le long de la route d'Ain Diab à Casablanca.

## Histoire
Elle a été conçue par l'architecte Maurice L'Herbier et inaugurée le 14 juillet 1934.
Considérée comme la piscine la plus longue du monde à son époque (480 mètres de longueur pour 75 mètres de large), l'eau de mer y était renouvelée chaque jour par le jeu des marées et l'aide d'une station de pompage.
Aujourd'hui, cette piscine a laissé place à la mosquée Hassan II.